# Pleure en silence
Pour plus de détails, voir Fiche technique et Distribution.
Pleure en silence est un film en noir et blanc réalisé par John Gabriel Biggs en 2006. Co-écrit par Gabriel Biggs et par Ida Beaussart, il a été produit par Alexandre Boutros.

## Synopsis
Dans une maison au nord de la France, une jeune femme, Kristina, 19 ans, fugue en pleine nuit, laissant ses trois sœurs : Françoise, 18 ans, Ida, 17 ans, et Elodie, 12 ans, avec leur mère. Seule Ida est au courant de sa disparition, et promet de garder le secret. Ce n'est que le lendemain que l'horreur commence. Leur père, un colosse néo-nazi, se met en quête pour retrouver son ainée. Convaincu qu'Ida est au courant de quelque chose, il s'acharne sur elle. Ce ne sont alors que gifles, coups de pied et insultes, qui vont pleuvoir sur elles huit jours durant, faisant de son quotidien un véritable enfer.

## Autour du film
Pleure en silence relate la vraie histoire d'Ida Beaussart. Il est inspiré de faits réels. Il ne contient que très peu d'éléments de fiction. Pour les besoins du film, seul son nom de famille a été changé par « Bayard ».
Le réalisateur, John Gabriel Biggs, a fait le choix de le filmer avec une caméra à l'épaule, « La caméra reste collée à la fille. On ne voit pas d'où vont venir les coups. On est donc constamment en alerte. C'est presque une expérience, un film sensoriel. »
Le tournage n'a duré que 10 jours. Ida Beaussart est retournée dans le village de son enfance, 19 ans après le drame, lorsque le film a été présenté aux habitants.

## Distinctions
Sur son affiche, le film se distingue à de multiples festivals de cinéma :
- Festival international du film indépendant de Lille ( France) : Prix du public
- Cinéma tout écran (2006,  Suisse) : Reflet d'or, catégorie « Regards d'aujourd'hui »
- Bluegrass film festival ( Australie) : Meilleur film étranger.
- Orlando Hispanic Film Festival ( États-Unis) : Meilleur acteur masculin
- Festival international du film de Bangkok ( Thaïlande) : sélection officiel
- Festival international du cinéma de Santiago (es) ( Chili) : sélection officiel
- Festival international du film de Viña del Mar (es) ( Chili) : sélection officiel
- Festival international du film des Bahamas (en) ( Bahamas) : sélection officiel

## Fiche technique
- Titre : Pleure en silence
- Réalisation : John Gabriel Biggs
- Format : 2,35:1
- Distributeur : Les Films à Fleur de Peau
- Durée : 1 h 27
- Date de sortie : 2006
- Couleur : Noir et blanc
- Compositeur : Cyril Morin

## Distribution
- Joyce Bibring : Ida
- Guy Lecluyse : Le père
- Laurence Yayel : La mère
- Mylène Jampanoï : Kristina
- Yeelem Jappain : Élodie
- Jason Ciarapica :  Françoise

## Musique
Le rappeur français Kery James interprète la chanson titre du film et qu'il publie dans son album À l'ombre du show business (2008).